# Santa Lucia (San Gimignano)
Santa Lucia (già Barbiano) è una frazione del comune italiano di San Gimignano, in provincia di Siena, Toscana.

## Storia
Il territorio della frazione di Santa Lucia era noto sin dall'età medievale con il toponimo Barbiano e raggruppava alcuni villaggi quali Santa Lucia, San Giusto e Santa Maria Assunta, che prendevano il nome dalle rispettive chiese parrocchiali. Presto la chiesa di San Giusto venne soppressa e il titolo parrocchiale riunito a quello di Santa Lucia (Santi Lucia e Giusto a Barbiano), che divenne il centro della frazione. La borgata di Santa Maria fu fondata nel XIV secolo con l'abbazia degli Olivetani, che prese il nome di Monte Oliveto Minore «nella villa di Barbiano», per distinguerlo dalla più importante Monte Oliveto Maggiore.
Nel 1833 si contavano 159 abitanti a Santa Lucia e 203 abitanti nella borgata di Monteoliveto.

## Monumenti e luoghi d'interesse

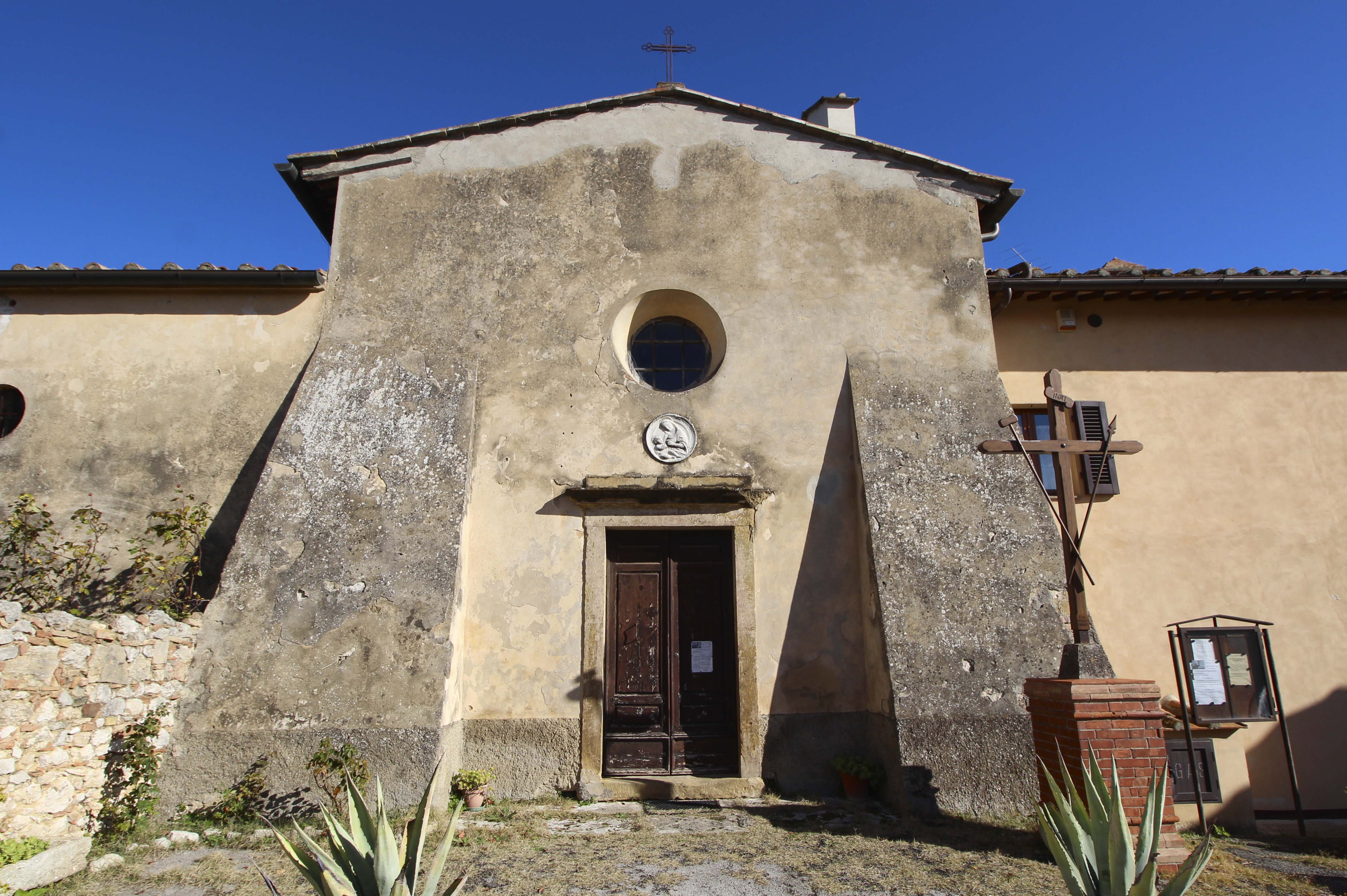
La chiesa di Santa Lucia

- Chiesa di Santa Lucia (già Santi Lucia e Giusto),[2] chiesa parrocchiale della frazione,[3] risale al XII secolo, ma successivi rimaneggiamenti hanno modificato l'aspetto originario.[4] L'ultimo restauro è stato effettuato alla fine del XX secolo.[4] La chiesa presenta una pianta a navata unica a base rettangolare, copertura a volte a crociera, e facciata a capanna con portale rettangolare sormontato da un rosone centrale.[5] Sulla sommità si trova un campanile a vela.[5] All'interno, sulla sinistra, si apre la cappella feriale con copertura a volta a vela.[5]
- Monastero di Santa Maria a Monte Oliveto Minore, fondata nel 1340 dal nobile sangimignanese Giovanni di Gualtiero Salucci e dalla consorte Margherita di Guido de' Bardi di Firenze.[2] La chiesa di Santa Maria Assunta annessa al monastero è sede parrocchiale.[6]
- Cimitero di Santa Lucia-Barbiano

## Geografia antropica
La frazione è composta dal centro abitato principale di Santa Lucia (168 m s.l.m., 310 abitanti) e dalla località di Monteoliveto (275 m s.l.m., 57 abitanti).